# Ergo (restaurang)

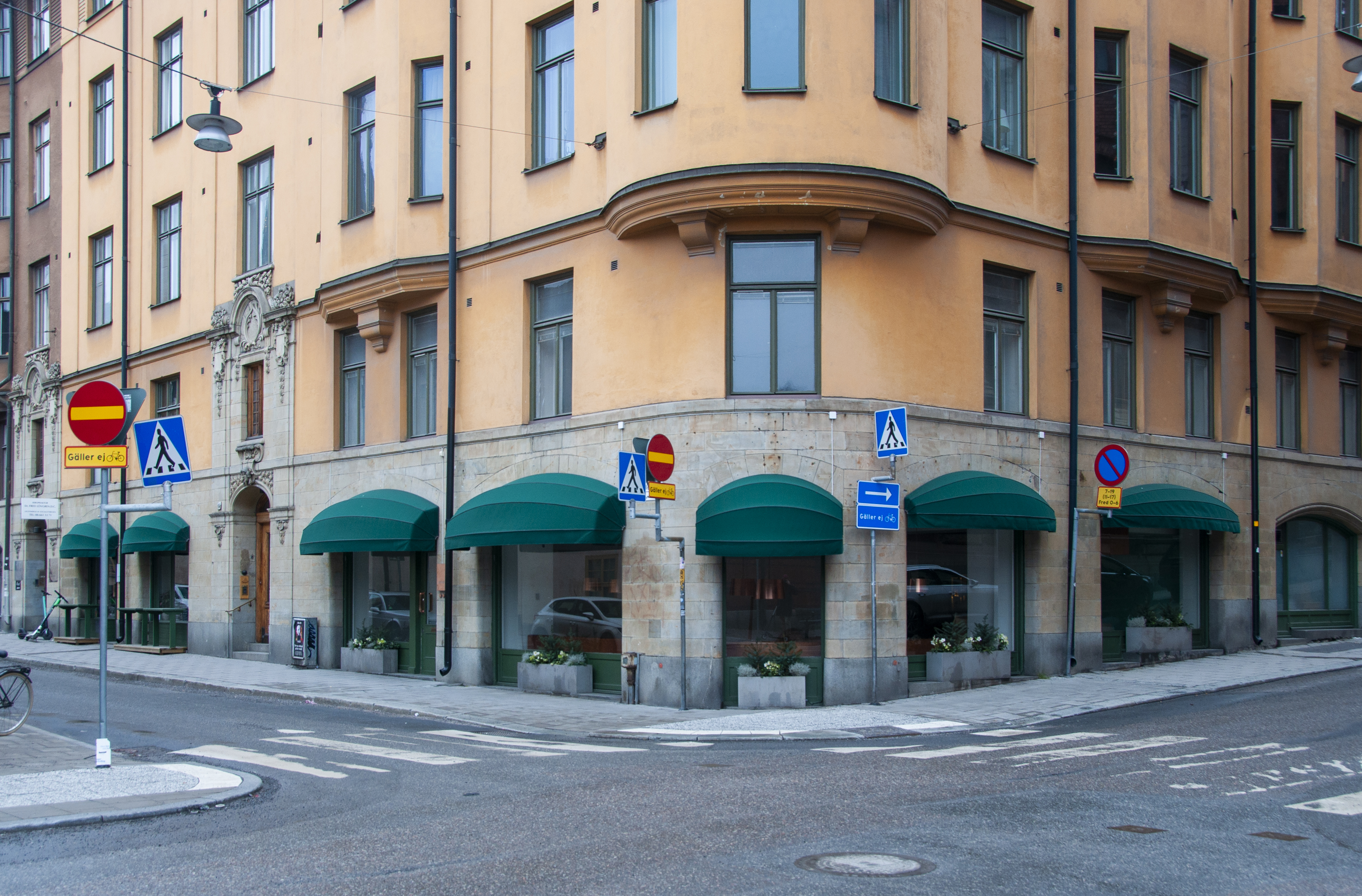
Artillerigatan 14, 2019

Ergo är en restaurang på Artillerigatan 14 på Östermalm i Stockholm.
Restaurangen öppnade 2024 i Gastrologiks tidigare lokaler och drivs av ett internationellt köksteam lett av Petter Johansson. Ambitionen var uttalat att nå stjärnstatus, och bakom finansieringen står spelmiljardären Patrick Söderlund.
Ergo, med plats för 36 gäster samt en avdelning för private dining, serverar säsongsbetonade femrättersmenyer. Restaurangen belönades 2025 med en stjärna i Guide Michelin.